# Abbahu
Abbāhū (in ebraico: אבהו , Abbāhū; 279 circa – 320) è stato un rabbino ebreo antico con cittadinanza romana, annoverato tra gli Amoraim Talmudici.
Conoscitore della koiné linguistica e culturale greca, incoraggiò lo studio del greco tra gli Ebrei. Diresse l'accademia di Cesarea e polemizzò con i dotti cristiani. Tra gli Amorei palestinesi fu l'ultimo personaggio di spicco dell'epoca talmudica. Raccoglitore di tradizioni del suo popolo, è spesso citato dal Talmud.
La sua educazione rabbinica si realizzò principalmente a Tiberiade, nell'accademia talmudica presieduta da Rabi Johanan, con il quale intrattenne relazioni quasi filiali. Compì spesso pellegrinaggi a Tiberiade, anche quando ormai era già un'autorità come rettore dell'Accademia di Cesarea. Era considerato un'autorità nelle questioni su pesi e misure.
Apprese la lingua greca al fine di essere utile al suo popolo: la Giudea era allora sotto il proconsole romano e il greco era arrivato a rivaleggiare, in maniera considerevole, con la lingua ebraica, perfino nella preghiera; nonostante le proteste di Simon bar Abba, egli insegnò il greco anche alle sue figlie.

## Rettore a Cesarea
Per la sua saggezza, ricchezza ed opulenza, Abbāhū divenne popolare non solo tra suoi correligionari, ma acquisì influenza anche con il governo proconsolare. In un'occasione, quando i suoi colleghi più anziani, Ḥiyya b. Abba, Ammi, e Assi, avevano punito una certa donna, chiesero ad Abbāhū di intercedere presso il proconsole del quale temevano l'ira.
Egli, peraltro, aveva già anticipato le loro richieste, e scrisse loro che aveva calmato gli informatori, ma non l'accusatore. La lettera spiritosa ed enigmatica che descrive l'incidente, conservata nel Talmud (Yer. Meg. iii. 74a), è scritta nel complesso in pura lingua ebraica, e utilizza perfino la traduzione in ebraico di nomi propri in greco, per evitare ogni esposizione al pericolo nel caso in cui lo scritto fosse caduto in mano di nemici o informatori.